# Dugesia tigrina
Dugesia tigrina (Syn.: Girardia tigrina), der Gefleckte Strudelwurm, auch Tigerplanarie oder Tiger-Strudelwurm ist ein vermutlich von Aquarianern nach Europa eingeschleppter Strudelwurm (Turbellaria) der Gattung Dugesia. Dugesia tigrina ist mit dem  Saprobiewert 2.2 der Gewässergüteklasse II – III (kritisch belastet) zugeordnet.

## Merkmale
Dugesia tigrina wird bis 18 mm lang. Die Farbe ist braun bis grau gefleckt, die Unterseite heller. Die zwei Augen sind von einem breiten, weißen, pigmentlosen Ring umgeben. Sie stehen ein wenig vor der breitesten Stelle des dreieckigen, pfeilförmigen Kopfes.

## Verbreitung
Aus Nordamerika stammend wurde die Art am Anfang des 20. Jahrhunderts (Erstfund 1931) nach Europa eingeschleppt. Heute auch in Italien, Spanien, Russland und Japan verbreitet. 1993 wurde die Art auch im Bodensee entdeckt. Dugesia tigrina ist in stehenden und langsam fließenden Gewässern zu finden; in Quellen und klaren Bächen kommt diese Art nicht vor.

## Vermehrung
Die Art kann sich sexuell oder asexuell vermehren. In Europa erfolgt wahrscheinlich nur ungeschlechtliche Vermehrung durch Teilung, in Nordamerika auch geschlechtliche Vermehrung.